# NGC 5330
NGC 5330 је елиптична галаксија у сазвежђу Хидра која се налази на NGC листи објеката дубоког неба.
Деклинација објекта је - 28° 28' 14" а ректасцензија 13h 52m 59,2s. Привидна величина (магнитуда) објекта NGC 5330 износи 13,8 а фотографска магнитуда 14,8. NGC 5330 је још познат и под ознакама ESO 445-68, MCG -5-33-28A, PGC 49316.